# 老爸102岁
《老爸102岁》（英語：102 Not Out）是2018年印地语喜剧剧情片，由奥米史·舒克拉执导，阿米塔布·巴沙坎和里希·卡浦尔担纲主演。影片改编自桑米亚·约西的同名古吉拉特语戏剧，定档2018年5月4日上映。

## 剧情
达塔特拉亚·瓦卡利亚（阿米塔布·巴沙坎 饰）是一位102岁的老人，每天都过着轻松自在的生活。虽然年事已高，他仍然保持年轻的心态，享受着生活，以平常心对待所有事情。然而，他76岁的儿子巴布拉·瓦卡利亚（里希·卡浦尔 饰）有着恰恰相反的想法，觉得自己已经挺老了，享受不到生活乐趣，每天都活得稀松平常，对所有事物都毫不关心，也不懂微笑。每次洗澡，他都会算准时间，生怕超了1分钟就会感冒，过了14分钟就准时出来，还会每天会约医生检查方式。总之，他憎恨父亲的那一套。小伙子迪鲁（希米·特里维迪 饰）在一家药店打工，每天都给父子俩送药之余，会替两人跑腿。迪鲁很欣赏达塔特拉亚的人生态度，同时又害怕脾气暴躁的巴布。
一天，达塔特拉亚突发奇想，说要打破目前由一名中国人持有的全球最长寿人类纪录。为此，他只要多活16年即可。但为了撑到那个时候，他要远离一切情绪负能量的人。因此，他决定将巴布送到养老院，除非他能达到某些条件。最初，巴布认为老爸只是像平常那样开开玩笑而已，但达塔特拉亚给老人院打电话预约时，他才发现老爸原来是认真的。由于他害怕住养老院，所以不得不遵守老爸开出的条件。达塔特拉亚将条件写在纸上，同时安排迪鲁作见证，确认儿子按要求进行任务。当然，他也同意儿子拒绝遵守协议上的任务。
巴布逐渐满足老爸的要求时，自己的生活态度也有所转变。第一个任务，巴布要向已经过世的妻子查迪卡写一封情书。想了又想，改了又改，巴布最终把信写好，交到老爸手上。虽然他保持用纯正印地语写信的老派风格，还在信中咒骂了老爸，达塔特拉亚还是觉得信很好玩，读起来是津津有味，赞赏巴布写信的努力。第二个任务，巴布要去指责他的私人医生是小偷，藉此中断和医生的所有来往，这样他就不会每天去诊所检查身体。一场混乱过后，巴布最终接受任务，不再去看医生，但没有指责医生是小偷。接下来，巴布要在他自小时候起就一直在用，没了就不能睡觉的毛毯上剪一个大洞。达塔特拉亚想通过这样做，让儿子意识到对于小事的依恋，使得他不能完全享受生活。然而，巴布过于爱惜毯子，拒绝把它毁掉，按照协议拒绝了这个任务。第四个任务，巴布生日的时候，要去老爸小时候曾带他取的游乐场飞机设施上坐会。之后，他去圣塞巴斯蒂安教堂，以前巴布和现在关系疏远的儿子阿莫经常来这听教堂敲钟。一开始，巴布悲伤得不能自已，渐渐地，他从悲伤中走出来。之后，巴布跟迪鲁在马车上切蛋糕，像他在妻子以前在世时一起那样，把蛋糕发给窘迫的孩子们。
好事连连，巴布渐渐发觉自己的转变，同意老爸对生活的展望。他意识到，年纪不过是数字而已，它不应该阻止任何人享受生活。他开始欣赏达塔特拉亚和迪鲁的努力，终于舍得在毛毯上剪洞，完成老爸的第三项任务。不过，事情发生了戏剧性的转变。阿莫突然打电话给老爸巴布，祝老爸生日快乐，还答应下个月要飞回印度去见他。听到消息的巴布欣喜若狂，但达塔特拉亚并不喜欢这个主意，认为阿莫突然拜访他们的唯一目的，是想打他们财产的算盘。所以，他给巴布开出了最后一项任务，把多年来一直忽略他们的阿莫赶出家门。为此，两人大打出手，巴布也不再和达塔特拉亚说话了，甚至连迪鲁都第一次站出来支持巴布，说要给阿莫一个机会。
之后，达塔特拉亚透露，巴布把全部积蓄花在儿子阿莫的教育上，还不惜把他送到美国。然而，阿莫不懂得知恩图报，一直对他们不闻不问。出国后，阿莫一次都没回过印度，也不允许巴布去探望他，就算结婚了也没通知二老，生了孩子也不发张照片，好让巴布和达塔特拉亚看看他们的孙子和曾孙。查迪卡患上了阿尔兹海默症，只剩下一个月的命，阿莫也不回来给母亲送丧，或是出席葬礼，安慰老爸。考虑到种种因素，达塔特拉亚确信阿莫只在乎钱的事情，这次回国无非是想着父亲和爷爷的财产。
其实，达塔特拉亚已经被诊断出癌症。在生命即将走向尽头前，他只想让儿子走出悲伤和负罪感，在他去世后过着快乐的生活。这就是他开出条件改变巴布，不想阿莫从巴布身上拿走一切，让巴布回归原点的原因。几天后，阿莫抵达机场。巴布前去接机时当众羞辱了阿莫，还让他马上回去，好完成自己父亲给的最终任务。如释重负的巴布回到家中，和达塔特拉亚及德鲁大肆庆祝。达塔特拉亚告诉巴布，自己死的时候要大声吹口哨，庆祝自己活出102岁的杰出成就。最后，102岁还未老去成了102岁已老去，而巴布吹出口哨象征着老爸的离世。巴布到了达塔特拉亚在去世两天前留下的遗言，当中达塔特拉亚表示他正坐在全宇宙最高的邮局中，117岁的中国人都赶不上他。他还告诉这位中国人，他的长寿纪录已经被家里人打破了，而破了他纪录的，就是43年后的儿子。

## 演员
- 阿米塔布·巴沙坎 饰 达塔特拉亚·瓦卡利亚（Dattatraya Vakharia）
- 里希·卡浦尔 饰 巴布拉（Babulal Vakharia）
- 希米·特里维迪（英语：Jimit Trivedi） 饰 德鲁（Dhiru）
- 达门德拉·戈希尔 饰 阿莫（Amol Vakharia）
- 维杰·拉斯（英语：Vijay Raaz） 饰 旁白

## 评价
汇总媒体烂番茄根据7条评论打出71%的新鲜度，平均得分6.3/10。